# Aichryson pachycaulon
Aichryson pachycaulon és una espècie de planta del gènere Aichryson de la família de les Crassulaceae.

## Taxonomia
Aichryson pachycaulon Bolle va ser descrita per Carl (Karl) Augus Bolle i publicada a Bonplandia 7: 244. 1859.
Etimologia
- pachycaulon : epítet que procedeix de les paraules gregues pachys, que significa 'gruixut' i kaulos, que significa 'tija', en referència les seves tiges gruixudes.[2]